# Rachid Fares
Rachid Fares né le 9 mars 1955 à Hussein Dey, et mort le 20 juin 2012 à El Hammamet en Algérie, est un acteur, réalisateur et producteur algérien.

## Biographie
Originaire de la wilaya de Tizi Ouzou, Il est décédé d'une crise cardiaque à l'âge de 57 ans il a été enterré au cimetière de Garidi (Kouba) dans la wilaya d'Alger. 

## Filmographie

### Cinéma
- 1980 : Fait divers
- 1980 : Le Mariage de Moussa
- 1983 : Une femme pour mon fils d'Ali Ghalem :
- 1983 : Le Refus
- 1984 : Nous irons dans la montagne
- 1985 : La Dernière Image de Mohammed Lakhdar-Hamina : Omar
- 1987 : Les Moineaux d’Algérie
- 1989 : Ya ouled
- 1989 : Hassan Niya de Ghouti Ben Dedouche : Reda
- 1991 : Le Clandestin de Benamar Bakhti
- 1993 : El Ouelf s3ib
- 1996 : L'Automne
- 1996 : Bateau blanc
- 1997 : França ya frança
- 2000 : Ombre blanche
- 2004 : Le Thé d'Ania
- 2005 : Morituri d'Okacha Touita : Lieutenant Serdj
- 2006 : L'envers du miroir
- 2006 : Gourbi palace
- 2006 : Télégramme
- 2008 : Mostefa Ben Boulaïd d'Ahmed Rachedi : Mohamed El Aïfa

### Télévision
- 1980 : Un aller simple
- 1982 : Un immense espoir
- 1983 : La grande tentative
- 1984 : Le pécheur
- 1987 : Les enfants du soleil
- 1990 : Boite à chiquer
- 1992 : L'olivier
- 2001 : Cœur oppressés
- 2002 : L'aigle blessé
- 2002 : Ménagère de verre
- 2002 : Fils de famille
- 2002 : Frère et sœurs
- 2003 : Les rues d'Alger
- 2005 : Douar dollar
- 2008 : El Awda
- 2011 : Saad El-Gat : Omar, le père de Samia (saison 2)

### Réalisateur
- 1995 : Contes et proverbe, un épisode d'une série de Djamel Boukella

### Producteur
- 1997 : França ya frança
- 2000 : L'attentat de femme
- 2005 : Gourbi Palace
- 2006 : 10 millions de centimes

## Théâtre

### Comédien
- Nuit de divorce avec Sonia
- Le saltimbanque avec Sonia

### Metteur en scène
- Les saltimbanques
- Nuit de divorce

## Distinctions
- 1er prix d'interprétation masculin au festival de Tunis en 1987
- 1er prix d'interprétation masculin fennec d'or en 2007